# Kullaviks båthamn

Kullaviks båthamn ligger i Kullavik mellan Kungsbacka och Göteborg. Hamnen är hemmahamn för Kullaviks kanot- och kappseglingsklubb (KKKK), en klubb inom kappsegling för ungdomar. Varvsrörelse bedrivs i  Kullaviks Båtvarv, som  Carl "Calle" Manhed grundade 1953. Båtvarvet är under år 2014 sålt till nya ägare.

## Bilder

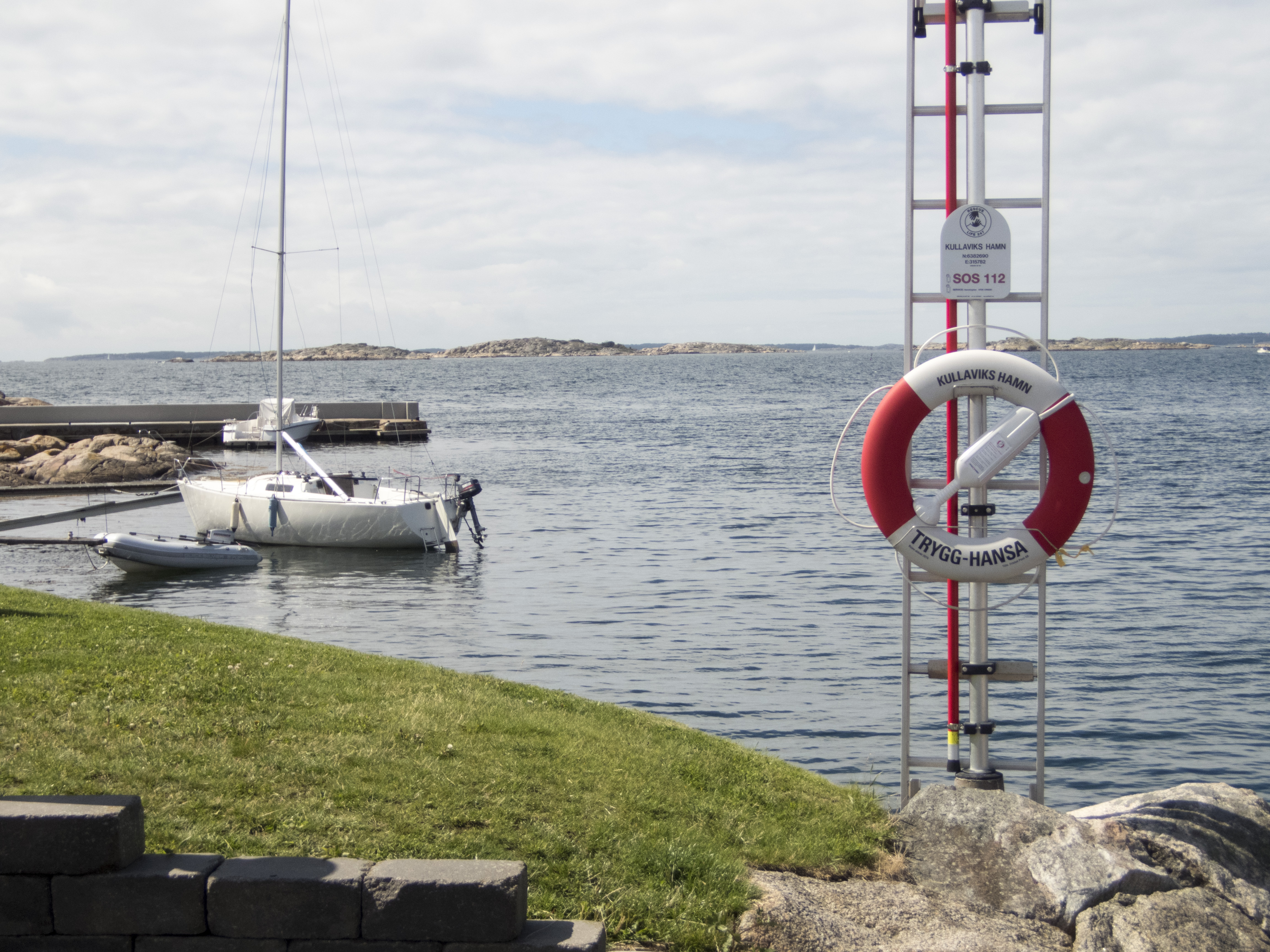
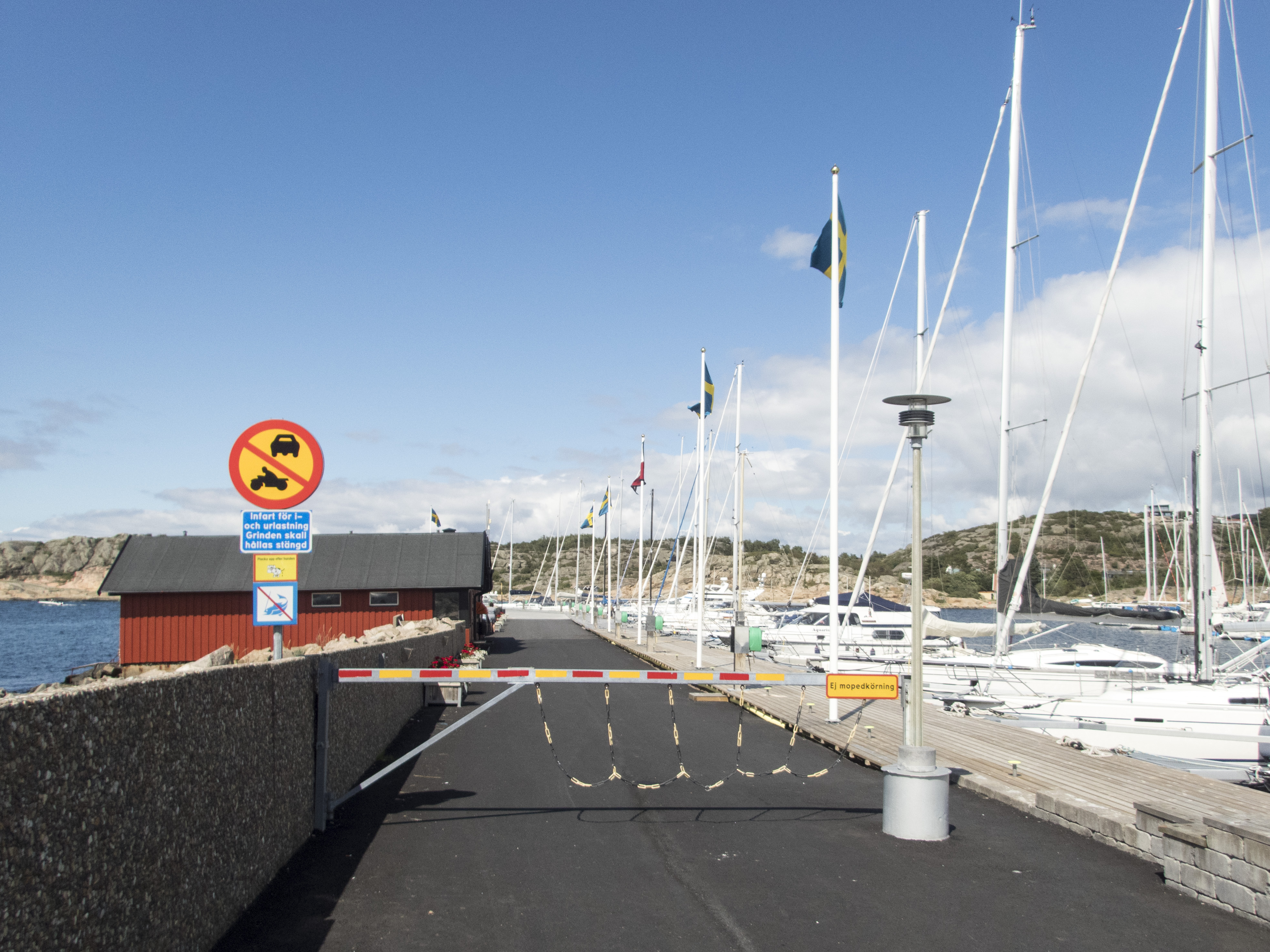
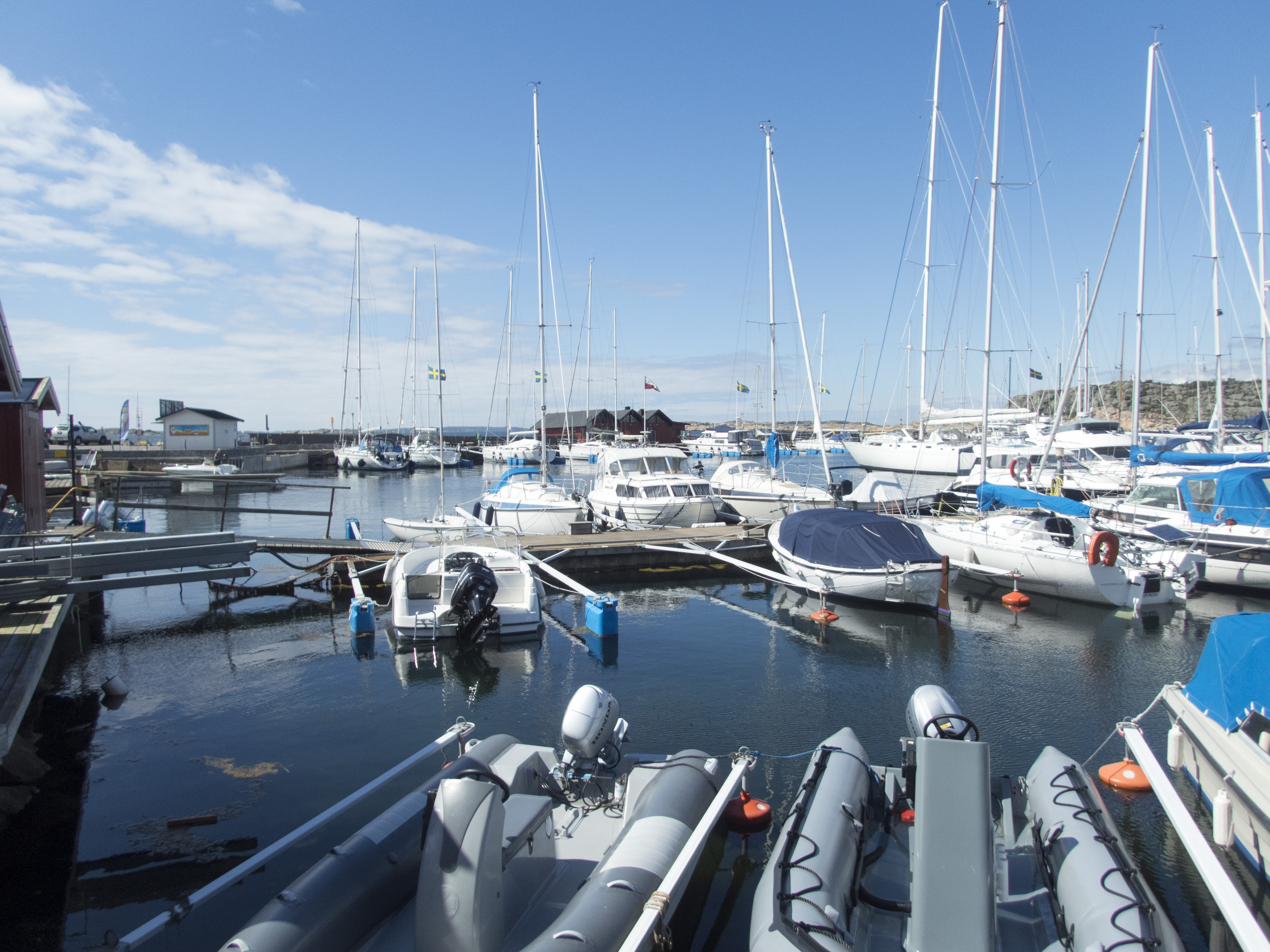
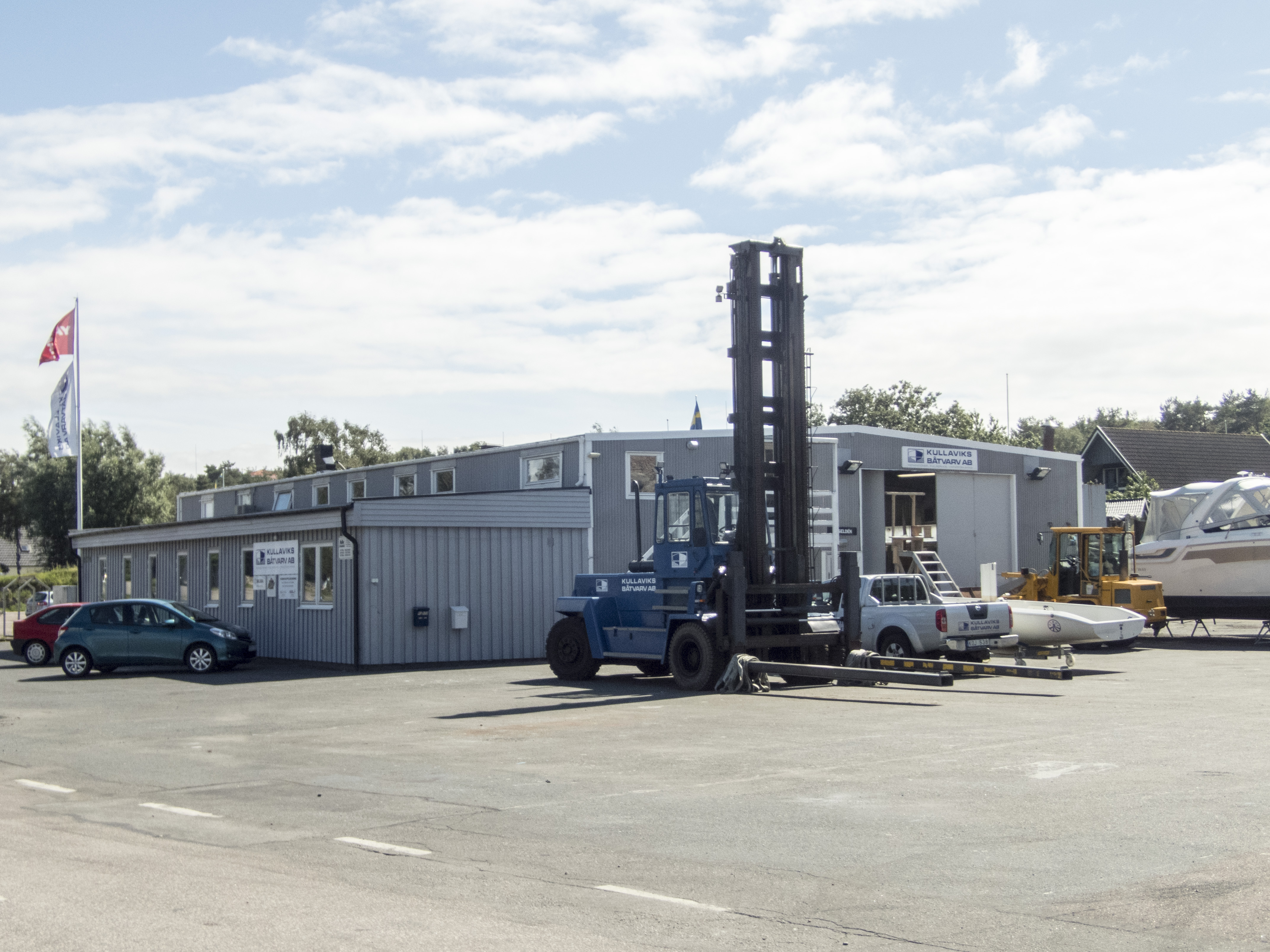
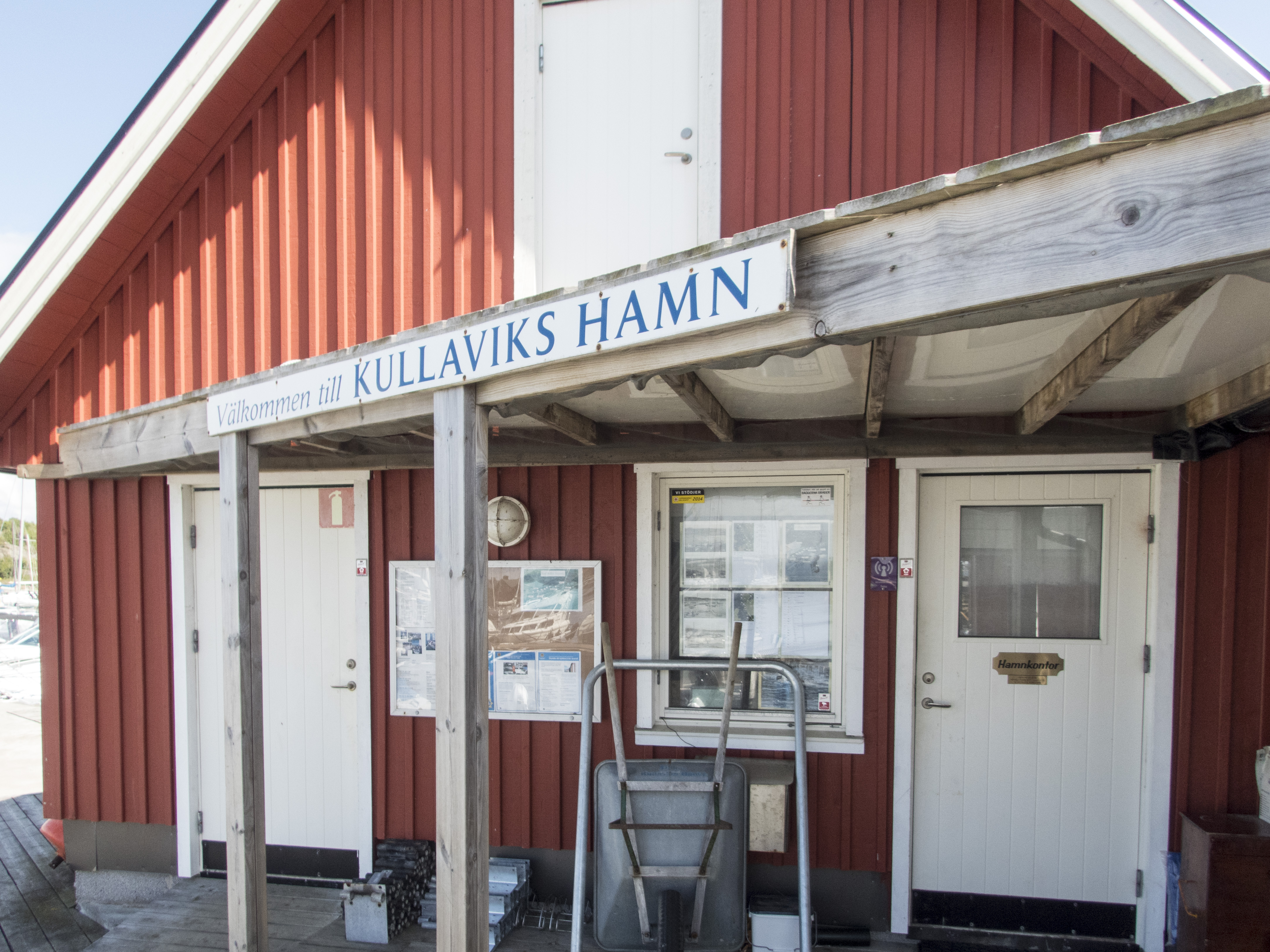